# Mecánica de vuelo de aviones
La mecánica de vuelo de aeronaves se aplica a las aeronaves de ala fija (parapentes, aviones) y de ala rotatoria (helicópteros). Un avión (aeroplano en el uso estadounidense) se define en el documento 9110 de la OACI como "una aeronave de propulsión mecánica". Documento 9110 como "una aeronave más pesada que el aire propulsada por motor, que obtiene su sustentación principalmente de reacciones aerodinámicas sobre superficies que permanecen fijas en determinadas condiciones de vuelo".
Obsérvese que esta definición excluye tanto a los dirigibles (porque obtienen la sustentación de la flotabilidad y no del flujo de aire sobre las superficies), como a los cohetes balísticos (porque su fuerza de sustentación suele derivarse directa e íntegramente del empuje casi vertical). Técnicamente, podría decirse que ambos experimentan la "mecánica de vuelo" en el sentido más general de fuerzas físicas. que actúan sobre un cuerpo que se desplaza por el aire; pero funcionan de forma muy diferente, y normalmente quedan fuera del alcance de este término.

## Despegue
Una nave más pesada que el aire (aeronave) sólo puede volar si intervienen una serie de fuerzas aerodinámicas. En las aeronaves de ala fija, el fuselaje sostiene las alas antes del despegue. En el momento del despegue, ocurre lo contrario y las alas sostienen el avión en vuelo.

## Vuelo recto y nivelado de aeronaves
En vuelo se puede considerar que sobre una aeronave propulsada actúan cuatro fuerzas: sustentación, peso, empuje y resistencia. Empuje es la fuerza generada por el motor (ya sea un motor a reacción, una  hélice, o -- en casos exóticos como el X-15 -- un cohete) y actúa en dirección hacia delante con el fin de superar la resistencia aerodinámica. La sustentación actúa perpendicularmente al vector que representa la velocidad de la aeronave con respecto a la atmósfera. La resistencia actúa paralelamente al vector de velocidad de la aeronave, pero en la dirección opuesta, ya que la resistencia se opone al movimiento a través del aire. El peso actúa a través del centro de gravedad de la aeronave, hacia el centro de la Tierra.
En vuelo recto y nivelado, la sustentación es aproximadamente igual al peso, y actúa en sentido contrario. Además, si la aeronave no está acelerando, el empuje es igual y opuesto a la resistencia.
En vuelo recto ascendente, la sustentación es menor que el peso. Al principio, esto parece incorrecto porque si un avión está ascendiendo parece que la sustentación debe superar al peso. Cuando un avión asciende a velocidad constante, es su empuje el que le permite ascender y ganar energía potencial adicional. La sustentación actúa perpendicularmente al vector que representa la velocidad de la aeronave respecto a la atmósfera, por lo que la sustentación no puede alterar la energía potencial ni la energía cinética de la aeronave. Esto se puede véase considerando un avión acrobático en vuelo recto vertical (que asciende recto hacia arriba o desciende recto hacia abajo). El vuelo vertical no requiere sustentación. Cuando vuela recto hacia arriba, el avión puede alcanzar una velocidad cero antes de caer a tierra; el ala no genera sustentación y, por tanto, no entra en pérdida. En vuelo recto ascendente a velocidad constante, el empuje supera a la resistencia.
En vuelo recto descendente, la sustentación es menor que el peso. Además, si el avión no está acelerando, el empuje es menor que la resistencia. En vuelo de viraje, la sustentación supera al peso y produce un factor de carga mayor que uno, determinado por el ángulo de ataque de la aeronave.

## Control y movimiento de la aeronave

Mnemotecnia para recordar nombres de ángulos

Existen tres formas principales de que una aeronave cambie su orientación con respecto al aire que pasa. El cabeceo (movimiento del morro hacia arriba o hacia abajo, rotación alrededor del eje transversal), el alabeo (rotación alrededor del eje longitudinal, es decir, el eje que discurre a lo largo de la aeronave) y la guiñada (movimiento del morro hacia la izquierda o hacia la derecha, rotación alrededor del eje vertical). El giro de la aeronave (cambio de rumbo) requiere, en primer lugar, que la aeronave ruede para lograr un ángulo de inclinación (con el fin de producir una fuerza centrípeta); cuando se ha logrado el cambio de rumbo deseado, la aeronave debe rodar de nuevo en la dirección opuesta para reducir el ángulo de inclinación a cero. La sustentación actúa verticalmente hacia arriba a través del centro de presión que depende de la posición de las alas. La posición del centro de presión cambiará con los cambios en el ángulo de ataque y el ajuste de los flaps de las alas de la aeronave.

## Superficies de control de los aviones
La guiñada se induce mediante una aleta de timón móvil. El movimiento del timón cambia el tamaño y la orientación de la fuerza que produce la superficie vertical. Como la fuerza se crea a una distancia por detrás del centro de gravedad, esta fuerza lateral provoca un momento de guiñada y luego un movimiento de guiñada. En un avión grande puede haber varios timones independientes en la aleta única tanto por seguridad como para controlar las acciones interrelacionadas de guiñada y alabeo.
Utilizar únicamente la guiñada no es una forma muy eficaz de ejecutar un giro nivelado en una aeronave y provocará cierto deslizamiento lateral. Debe generarse una combinación precisa de inclinación y sustentación para provocar las fuerzas centrípetas necesarias sin producir un deslizamiento lateral.
El cabeceo se controla mediante la parte trasera del estabilizador horizontal del plano de cola que se articula para crear un elevador. Moviendo el mando del elevador hacia atrás el piloto mueve el elevador hacia arriba (una posición de caída negativa) y la fuerza hacia abajo en la cola horizontal se incrementa. El ángulo de ataque en el  ala se incrementa por lo que el morro se inclina hacia arriba y la sustentación generalmente se incrementa. En los ultraligeros y ala delta la acción de cabeceo se invierte -el sistema de control de cabeceo es mucho más simple, así que cuando el piloto mueve el mando del elevador hacia atrás se produce un cabeceo hacia abajo y el ángulo de ataque del ala se reduce.
El sistema de superficie de cola fija y elevadores móviles es estándar en los aviones subsónicos. Las aeronaves capaces de vuelo supersónico suelen tener un  estabilizador, una superficie de cola completamente móvil. En este caso, el cabeceo se modifica moviendo toda la superficie horizontal de la cola. Esta innovación aparentemente sencilla fue una de las tecnologías clave que hicieron posible el vuelo supersónico. En los primeros intentos, cuando los pilotos superaban el  número crítico de Mach, un extraño fenómeno hacía que sus superficies de control fueran inútiles y sus aviones incontrolables. Se determinó que cuando un avión se aproxima a la velocidad del sonido, el aire que se aproxima al avión se comprime y comienzan a formarse ondas de choque en todos los bordes de ataque y alrededor de las líneas de articulación del elevador. Estas ondas de choque hacían que los movimientos del elevador no provocaran ningún cambio de presión en el estabilizador aguas arriba del elevador. El problema se resolvió cambiando el estabilizador y el elevador articulado por un estabilizador totalmente móvil: toda la superficie horizontal de la cola se convirtió en una superficie de control de una sola pieza. Además, en vuelo supersónico el cambio de peralte tiene menos efecto sobre la sustentación y un estabilizador produce menos resistencia[cita requerida].
Los aviones que necesitan control en ángulos de ataque extremos a veces están equipados con una configuración canard, en la que el movimiento de cabeceo se crea utilizando un plano delantero (aproximadamente a nivel de la cabina). Este sistema produce un aumento inmediato de la autoridad de cabeceo y, por tanto, una mejor respuesta a los controles de cabeceo. Este sistema es común en los aviones de ala delta (deltaplane), que utilizan un anteplano canard de tipo estabilizador. Una desventaja de una configuración canard en comparación con una cola de popa es que el ala no puede utilizar tanta extensión de flaps para aumentar la sustentación del ala a velocidades lentas debido al comportamiento en pérdida. Un avión combinado de tres superficies utiliza tanto un canard como una cola de popa (además del ala principal) para conseguir las ventajas de ambas configuraciones.
Otro diseño de plano de cola es la cola en V, llamada así porque en lugar de la T invertida estándar o cola en T, hay dos aletas separadas en ángulo formando una V. Las superficies de control actúan entonces como timones y elevadores, moviéndose en la dirección adecuada según sea necesario. 
El alabeo se controla mediante secciones móviles en el borde de salida de las alas llamadas alerones. Los alerones se mueven de forma opuesta: uno sube y el otro baja. El cambio en la forma del perfil alar en cada lado provoca una diferencia de sustentación y, por tanto, un movimiento de rotación respecto del eje longitudinal de la aeronave. Algunas aeronaves también cuentan con disruptores o deflectores que pueden aumentar el efecto de alabeo al producir una pérdida de sustentación significativa en el ala cuyo alerón sube.
En la atualidad, los aviones emplean distintos tipos de alerones que permiten modificar la forma del perfil alar. Al incrementar la cuerda y/o la curvatura del perfil se consige obtener un flujo laminar sobre el perfil e incrementar la fuerza de sustentación. Por otro lado al generar un quiebre o disminución de la curvatura se logra romper la capa límite o simplemente disminuir la fuerza de sustentación debido a la menor diferencia de presión entre la parte superior e inferior del perfil. Considerando ambos factores: la pérdida de sustentación de un lado del ala y la ganancia de fuerza de sustentación del otro lado se genera un momento angular o par que permite que la aeronave rote. Esta rotación genera un cambio en la dirección en la que apunta la fuerza de sustentación, generando un cambio en la dirección del movimiento de la aeronave.
Los primeros aviones propulsados construidos por los hermanos Wright no tenían alerones. El ala de este tipo de aeronaves disponía de algún sistema que al accionar logre una rotación sobre un eje paralelo a la envergadura, aumentando así el ángulo de ataque de un lado y disminuyendo o permaneciendo igual en el otro lado. Rotar el ala de forma completa es eficiente mientras el ángulo de ataque sea pequeño, ya que a medida que el ángulo de ataque crece, es común que la capa límite se desprenda del perfil alar, perdiendo fuerza de sustentación y generando un movimiento no deseado.